# Bukit Duri
Bukit Duri is een plaats in het bestuurlijke gebied Jakarta Selatan in de provincie Jakarta, Indonesië. De plaats telt 37.189 inwoners (volkstelling 2010).